# Zacarías M. de la Riva
Zacarías Martínez de la Riva (nace el 12 de agosto de 1972 en Barcelona, España) es un compositor de bandas sonoras.

## Biografía
A diferencia de otros compositores, no está formado desde pequeño en el mundo de la música sino que estudia ingeniería de telecomunicaciones. Un golpe personal le lleva a cambiar de país y de estudios. Llega a Boston donde cursa sus estudios en la Berklee College of Music consiguiendo una doble graduación en Composición y Film Scoring.
En estos momentos está empezando la composición de la banda sonora del thriller BENT, protagonizado por Karl Urban, Sofía Vergara y Andy García y dirigida por Robert Moresco. Y a finales de este año tiene previsto componer la banda sonora para HOMBRE DE FE, dirigida por Dinga Haines.
Durante el 2017 ha escrito música para la segunda parte de LAS AVENTURAS DE TADEO JONES, cuyo estreno en España está previsto para el 25 de agosto y para el cortometraje JOTA de Manuel Román. 
Durante el 2016 escribe música para el drama NIEVE NEGRA protagonizado por Ricardo Darín y Leonardo Sbaraglia y dirigido por Martín Hodara. Para PET protagonizada por Dominic Monaghan y Ksenia Solo, dirigida por Carles Torrens y ganadora de mejor guion en el Festival de Sitges 2016, y también para el drama histórico PEQUEÑOS HÉROES dirigida por Juan Pablo Buscarini y que se acaba de estrenar en el Festival de Animación de Annecy. 
En el 2015 escribe música para 3 películas bien diferentes: la película de animación, que es la tercera entrega de la saga "Huevos" de Huevocartoon, llamada UN GALLO CON MUCHOS HUEVOS y que es la película más taquillera de la historia del cine de animación mexicano. También escribe música para la banda sonora de EVOLUTION de Lucile Hadzihalilovic utilizando únicamente la ondes martenot, y que ganó el Premio del Jurado en el Festival de San Sebastián 2015. Y retoma el contacto con las películas de terror en THE REZORT, de Steve Barker.
AUTÓMATA llega en el 2014 de la mano de Gabe Ibáñez. Film futurista que habla de la singularidad tecnológica con Antonio Banderas como protagonista. Esta banda sonora le reporta varios reconocimientos a nivel de crítica, alzándose con el galardón de mejor banda sonora del 2014 en los XI Premios de la Crítica Musical Cinematográfica Española y votado mejor compositor español del año y mejor banda sonora española (Autómata) por las webs especializadas BsoSpirit y MundoBSO.
Ya en el 2013 compone la música para el thriller Dictado y el drama La estrella. También sigue escribiendo para cortos, como La mano de Nefertiti, A través del espejo o Sequence (ganador de más de 50 premios en todo el mundo).
Es en el año 2009 cuando conoce a Gabe Ibáñez y compone la música para su ópera prima Hierro. En los años posteriores sigue su labor como compositor cubriendo géneros muy distintos. Desde el anteriormente mencionado thriller psicológico Hierro, a la comedia ¿Estás ahí? (2010) pasando por documentales como Voces de Mozambique (2011) o Luz de mar (2010), las películas de animación Copito de nieve (2011) y Las aventuras de Tadeo Jones (2012). Esta última con gran éxito de taquilla y varias nominaciones a mejor banda sonora en premios como los Goya, Gaudí o CEC.
En el 2008 escribe la música para varias coproducciones con productoras extranjeras en películas como La mujer del anarquista (Francia), Carmo (Brasil) e Imago Mortis (Italia).
En el 2007 conoce a Manuel Carballo y compone la banda sonora para su ópera prima: EL ÚLTIMO JUSTO. También compondrá la música para su siguiente película La posesión de Emma Evans (2010). Ya en el 2006 empieza a trabajar con Elías Querejeta para el que pondrá música a varios de sus documentales. Noticias de uan guerra (2006), Cerca de tus ojos (2009) y Las catedrales del vino (2011). También en ese año conoce a Carles Torrens para el que compone la música de su cortometraje Coming to Town (premio Fotogramas en corto 2007).
En el 2004 escribe la música para el corto de Tadeo Jones (Enrique Gato), ganador del GOYA AL MEJOR CORTO DE ANIMACIÓN y empieza su extenso trabajo para el género de terror con ejemplos como La Monja (Luis De la Madrid), Bajo aguas tranquilas (Brian Yuzna) y Regreso a Moira (Mateo Gil)
En el año 2000 y de la mano de Juan Bardem, Àlex Martínez, Lucio Godoy y Roque Baños empieza a meterse en el mundo del cine a través de la orquestación y empieza a colaborar con jóvenes directores y compone sus primeros trabajos para diferentes cortometrajes y su primera película JAIZKIBEL (de Ibón Cormenzana).
Su música ha sido tocada en concierto por orquestas de renombre como la Orquesta de Radio Televisión Española, la Euskadiko Orkestra, la Bayerischer RundFunk Orchester o la Orquesta Ciudad de Granada.

## Filmografía
| Year | Film                                    |
| ---- | --------------------------------------- |
| 1998 | Negra Rosa (corto)                      |
| 1999 | Silencios (corto)                       |
| 1999 | 8, 9 y 10 (corto)                       |
| 2001 | Jaizkibel                               |
| 2003 | El Cid: La leyenda                      |
| 2003 | Niebla (corto)                          |
| 2004 | Tadeo Jones (corto)                     |
| 2005 | Beneath Still Waters                    |
| 2005 | La monja                                |
| 2006 | Regreso a Moira                         |
| 2006 | Coming to Town                          |
| 2006 | Noticias de una guerra (documental)     |
| 2007 | El último Justo                         |
| 2007 | Tadeo Jones y el sótano maldito (corto) |
| 2008 | La mujer del anarquista                 |
| 2008 | Carmo                                   |
| 2008 | Delaney (corto)                         |
| 2009 | Imago Mortis                            |
| 2009 | Hierro                                  |
| 2009 | Chuckle Boy (corto)                     |
| 2009 | Cerca de tus ojos (documental)          |
| 2010 | Exorcismus                              |
| 2010 | Mi amigo invisible (corto)              |
| 2011 | Copito de Nieve                         |
| 2011 | Luz de mar (documental)                 |
| 2011 | Voces desde Mozambique (documental)     |
| 2011 | ¿Estás ahí?                             |
| 2011 | Las catedrales del vino (documental)    |
| 2012 | Las aventuras de Tadeo Jones            |
| 2012 | La mano de Nefertiti (corto)            |
| 2012 | Dictado                                 |
| 2013 | La estrella                             |
| 2013 | Sequence (corto)                        |
| 2014 | Autómata                                |
| 2014 | A través del espejo (corto)             |
| 2014 | No digas nada (corto)                   |
| 2014 | Récord (corto)                          |
| 2015 | Un gallo con muchos huevos              |
| 2015 | Evolution                               |
| 2015 | The Rezort                              |
| 2016 | Nieve Negra                             |
| 2016 | Pequeños héroes                         |
| 2016 | PET                                     |
| 2017 | Tadeo Jones 2: El secreto del rey Midas |
| 2017 | Jota                                    |
| 2017 | Bent                                    |
| 2017 | Hombre de fe                            |
| 2018 | Edict of Expulsion 1492                 |
| 2018 | Nightfall                               |
| 2021 | Bajocero                                |
| 2022 | Tadeo Jones 3: La Tabla Esmeralda       |

## Premios
- 2015 : Premio MundoBSO a la mejor banda sonora española del año - Autómata
- 2014 : Premios Goldspirit a mejor compositor español del año y a mejor banda sonora española del año - Autómata
- 2014 : Premio de la Crítica Cinematográfica Española a mejor banda sonora del año - Autómata
- 2013 : Premio en el Festival de Medina del Campoo a mejor música original - Sequence
- 2007 : Premio en el Festival Internacional de Cine de Alcalá de Henares a mejor música - Tadeo Jones y el sótano maldito
- 2006 : Premio en el Festival de CineMálaga a mejor música - Tadeo Jones
- 2005 : Premio en el Festival de Cine Dos Hermanas a mejor música - Tadeo Jones
- 2004 : Premio en el Festival de Cine de Elche a mejor música - Niebla

## Nominaciones
- 2014 : Premios Film Music Magazine por mejor banda sonora del año - Autómata
- 2014 : Premios Film and Video Game Soundtrack por mejor banda sonora del año - Autómata
- 2014 : Premios Reel Music por mejor banda sonora del año y mejor banda sonora de ciencia ficción - Autómata
- 2014 : Premios Synchrotones por mejor banda sonora del año y mejor banda sonora de ciencia ficción - Autómata
- 2014 : Premios Soundtrack Geek por mejor sorpresa del año y mejor banda sonora de ciencia ficción - Autómata
- 2014 : Premios IFMCA (International film music critics association) por mejor banda sonora de ciencia ficción - Autómata
- 2013: Medalla del Círculo de Escritores Cinematográficos a la mejor música - Las aventuras de Tadeo Jones.[1]
- 2013 : Premios Gaudí por mejor banda sonora - Las aventuras de Tadeo Jones
- 2013 : Goya a la mejor banda sonora - Las aventuras de Tadeo Jones
- 2012 : Premios Goldspirit por mejor compositor español, mejor banda sonora española y mejor banda sonora de animación - Las aventuras de Tadeo Jones
- 2011 : Premios Movie Music UK por mejor banda sonora de animación - Copito de Nieve
- 2009 : Premios Movie Music UK por compositor revelación
- 2009 : Premios Goldspirit por mejor compositor revelación, compositor español y mejor banda sonora española - Hierro
- 2009 : Premios IFMCA (International film music critics association) a mejor banda sonora de película de terror - Imago Mortis
- 2008 : Premios Jerry Goldsmith por mejor música en largometraje y cortometraje de animación -La mujer del anarquista y Tadeo Jones y el sótano maldito